# 银山烈士纪念碑
银山烈士纪念碑，又称银山战斗烈士亭，位于中国浙江省宁波市海曙区集士港镇双银村银山，为纪念抗日战争时期牺牲的将士而建，碑于1951年树立，坐西朝东，由碑身和碑坐组成，碑身高1.67米，宽0.94米，厚0.095米，碑坐高0.19米，宽1.03米，进深0.30米，亭于20世纪80年代建造，为六角攒尖顶水泥亭，两侧有框架结构坐凳，亭前另有水泥平台，2010年9月公布为鄞州区文物保护单位:388，2018年12月28日因行政区划调整公布为海曙区文物保护单位。